# سيرغي سيماك

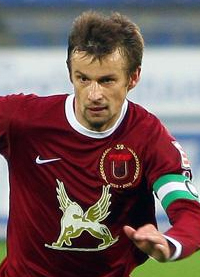
سيرجي سيماك

سيرجي سيماك (بالروسية: Сергей Богданович Семак)‏ ، من مواليد 27 فبراير 1976 سيتشانسكي في الإتحاد السوفييتي ، لاعب كرة قدم روسي.
يلعب مع نادي روبن كازان منذ عام 2008.
بدأ باللعب مع منتخب روسيا لكرة القدم في عام 1997.

## روابط خارجية
- سيرغي سيماك على موقع الاتحاد الدولي (مؤرشف)  (الإنجليزية)
- سيرغي سيماك على موقع الاتحاد الأوربي (الإنجليزية)
- سيرغي سيماك على موقع قاعدة بيانات كرة القدم.إي يو (الإنجليزية)
- سيرغي سيماك على موقع ليكيب (الفرنسية)
- سيرغي سيماك على موقع ناشيونال فوتبول تيمز (الإنجليزية)
- سيرغي سيماك على موقع Soccerway.com (الإنجليزية)
- سيرغي سيماك على موقع عالم كرة القدم.نت (الإنجليزية)
- سيرغي سيماك على موقع كووورة
- سيرغي سيماك على موقع AS.com (الإسبانية)